# Simone Rethel
Simone Rethel est une actrice allemande née le 15 juin 1949 à Herrsching am Ammersee en Allemagne, qui a été mariée à l'acteur et chanteur Johannes Heesters.

## Filmographie[1],[2]

### Films

#### Courts métrages
- 1966 : Power Slide de Marran Gosov (de) : Eike

#### Longs métrages
- 1965 : Die fromme Helene d'Axel von Ambesser : Helene
- 1972 : À la guerre comme à la guerre de Bernard Borderie : Sissi
- 1974 : Der Lord von Barmbeck (de) d'Ottokar Runze : Liesbeth
- 1978 : Der Pfingstausflug (de) de Michael Günther : Femme avec bébé

### Téléfilms
- 1966 : Der Neffe als Onkel de Hans-Christof Stenzel (de) : Sophie
- 1967 : Die Frau des Fotografen oder Die große Liebe de Thomas Engel : Marinette
- 1971 : Der erste Frühlingstag d'Axel von Ambesser et Heribert Wenk : Ann Hilton
- 1972 : Blüten der Gesellschaft de Werner Schlechte : Betty Bolmann
- 1973 : Alle lieben Célimare de Thomas Engel : Emma Colombot
- 1974 : Früher oder später de Wolfgang Spier : Ruth
- 1974 : Tausend Francs Belohnung de Günter Gräwert (es) : Cyprienne
- 1975 : Die schöne Helena d'Axel von Ambesser : Bacchis
- 1976 : Der lachende Apfel de Kurt Ulrich et Fritz Zecha (de) : Nancy Gray
- 1976 : Die liebe Familie de Korbinian Köberle (de) : Tessa
- 1977 : Haben Sie nichts zu verzollen? de Michael Günther : Paulette
- 1978 : Das Geld liegt auf der Bank de Karl Wesseler (de) : Cornella
- 1980 : Wochenendgeschichten d'Erwin Keusch (de) et George Moorse
- 1980 : Einmal hunderttausend Taler de Wolfgang Spier
- 1980 : Teegebäck und Platzpatronen de Wolfgang Spier : Jessica Selby
- 1980 : Kabale und Liebe de Heinz Schirk (de) : Sophie, Zofe von Lady Milford
- 1981 : Der Schützling de Rolf von Sydow (en)
- 1981 : Variationen de Wolfgang Spier
- 1981 : Es bleibt in der Familie de Wolfgang Spier : Christiane Chantrel
- 1982 : Schuld sind nur die Frauen (de) de Rolf von Sydow et Eugen York : Jeanette Richard
- 1984 : Die Violette Mütze oder Morgen sind wir endlich reich ...! d'Axel von Ambesser : Susi Abendroth
- 1984 : Der Trauschein de Hans W. Reichel et Ephraim Kishon : Vicky Brozowsky
- 1984 : Die Frau des Kommissars de Michael Günther : Clotilde
- 1984 : Mensch ohne Fahrschein d'Alfred Weidenmann
- 1987 : Der Fälscher de Rolf von Sydow : Lena Jordanus
- 1992 : Chéri; mein Mann kommt! de Hans-Jürgen Tögel (it) : Magalis
- 1994 : Keine Feier ohne Meyer (en) d'Erich Neureuther (de) : Annelies Meyer
- 1996 : Ein gesegnetes Alter de Jürgen Wölffer (de)
- 2016 : Schwarzach 23 und die Jagd nach dem Mordsfinger (de) de Matthias Tiefenbacher (de) : Gisi

### Doublage
- 1971 : Les petites cochonnes (Schulmädchen-Report 2. Teil - Was Eltern den Schlaf raubt) d'Ernst Hofbauer : non créditée
- 1972 : Les provocatrices ou le sexe à l'école (Schulmädchen-Report 3. Teil - Was Eltern nicht mal ahnen) de Walter Boos et Ernst Hofbauer : non créditée
- 1972 : Bacchanales érotiques (Schulmädchen-Report 4. Teil - Was Eltern oft verzweifeln lässt)  d'Ernst Hofbauer: non créditée